# EIF1B
EIF1B (англ. Eukaryotic translation initiation factor 1B) – білок, який кодується однойменним геном, розташованим у людей на короткому плечі 3-ї хромосоми.  Довжина поліпептидного ланцюга білка становить 113 амінокислот, а молекулярна маса — 12 824.
| 10         |  | 20         |  | 30         |  | 40         |  | 50         |
| ---------- |  | ---------- |  | ---------- |  | ---------- |  | ---------- |
| MSTIQNLQSF |  | DPFADATKGD |  | DLLPAGTEDY |  | IHIRIQQRNG |  | RKTLTTVQGI |
| ADDYDKKKLV |  | KAFKKKFACN |  | GTVIEHPEYG |  | EVIQLQGDQR |  | KNICQFLLEV |
| GIVKEEQLKV |  | HGF        |  |            |  |            |  |            |

A: Аланін

C: Цистеїн

D: Аспарагінова кислота

E: Глутамінова кислота

F: Фенілаланін

G: Гліцин

H: Гістидин

I: Ізолейцин

K: Лізин

L: Лейцин

M: Метіонін

N: Аспарагін

P: Пролін

Q: Глутамін

R: Аргінін

S: Серин

T: Треонін

V: Валін

Кодований геном білок за функціями належить до факторів ініціації, фосфопротеїнів. 
Задіяний у таких біологічних процесах як біосинтез білка, ацетиляція. 